# Barbatosporomycetes
Barbatosporomycetes é uma classe monotípica de fungos do grupo dos Zoopagomyceta, pertencente à divisão Kickxellomycota, cuja única ordem é Barbatosporales, com uma única família, Barbatosporaceae.

## Descrição
Apresentam talo ramificado com uma célula basal, contendo tricosporos; tricosporos cilíndricos, sem colar, com múltiplos apêndices basais finos, podendo apresentar uma manga ou parede cilíndrica na extremidade terminal, que na deiscência pode revelar filamentos semelhantes a apêndices; zigósporos não conhecidos. Os membros deste grupo são apenas conhecido do habitat do intestino de alguns insetos.

## Classificação
Na sua presente circunscrição taxonómica o grupo apresenta a seguinte estrutura:
- Barbatosporomycetes
  - Barbatosporales
    - Barbatosporaceae
      - Barbatospora